# Ван-Еттен (Нью-Йорк)
Ван-Еттен (англ. Van Etten) — місто (англ. town) в США, в окрузі Чеманг штату Нью-Йорк. Населення — 1539 осіб (2020).

## Демографія
Згідно з переписом 2010 року, у місті мешкало 1557 осіб у 626 домогосподарствах у складі 407 родин. Було 731 помешкання
Расовий склад населення:
| - 96,7 % — білих - 0,4 % — чорних або афроамериканців - 0,1 % — корінних американців - 0,1 % — азіатів |

До двох чи більше рас належало 1,9 %. Частка іспаномовних становила 1,8 % від усіх жителів.
За віковим діапазоном населення розподілялося таким чином: 25,7 % — особи молодші 18 років, 61,1 % — особи у віці 18—64 років, 13,2 % — особи у віці 65 років та старші. Медіана віку мешканця становила 41,3 року. На 100 осіб жіночої статі у місті припадало 99,4 чоловіків;  на 100 жінок у віці від 18 років та старших — 97,4 чоловіків також старших 18 років.
Середній дохід на одне домашнє господарство  становив 63 202 долари США (медіана — 51 591), а середній дохід на одну сім'ю — 71 646 доларів (медіана — 59 728). Медіана доходів становила 46 034 долари для чоловіків та 32 250 доларів для жінок. За межею бідності перебувало 9,2 % осіб, у тому числі 15,4 % дітей у віці до 18 років та 0,8 % осіб у віці 65 років та старших.
Цивільне працевлаштоване населення становило 764 особи. Основні галузі зайнятості: освіта, охорона здоров'я та соціальна допомога — 23,4 %, виробництво — 18,1 %, роздрібна торгівля — 13,0 %, будівництво — 9,8 %.